# Sæhrímnir
 (août 2009).
Si vous disposez d'ouvrages ou d'articles de référence ou si vous connaissez des sites web de qualité traitant du thème abordé ici, merci de compléter l'article en donnant les références utiles à sa vérifiabilité et en les liant à la section « Notes et références ».
Dans la mythologie nordique, Sæhrímnir est le nom du sanglier cosmique tué et consommé chaque nuit par les Ases et les Einherjar présents dans la Valhalla. Le cuisinier des dieux, 
Andhrímnir, s'occupe de la mise à mort et de la préparation de la viande, en la faisant notamment bouillir dans le chaudron d'Eldhrímnir. Après avoir été consommé par les convives, Sæhrímnir est ramené à la vie afin de servir à nouveau de repas le jour suivant.

Il est dit dans la strophe 18 des Grímnismál : 
Andhrimnir
Fait dans Eldhrimnir
Bouillir Sæhrimnir,
Le meilleur des porcs.
Mais bien peu savent 

De quoi se nourrissent les Einheriar.